# Waiting to Exhale (trilha sonora)
"Waiting to Exhale" é a trilha sonora do filme de mesmo nome, que foi lançada em 14 de novembro de 1995. O álbum tem participação de algumas das maiores vozes femininas da indústria, incluindo Toni Braxton, TLC, Brandy, Aretha Franklin, Patti LaBelle, Mary J. Blige, entre outras. Destaque para Whitney Houston, que voltou a estrelar um filme e cantar em uma trilha depois do sucesso de The Bodyguard, tendo gravado três novas músicas para o projeto. 
O álbum recebeu um total de onze indicações ao Grammy em 1997, incluindo Álbum do Ano e Canção do Ano para "Exhale (Shoop Shoop)". Três músicas foram nomeadas para Melhor Performance Vocal Feminina de R&B. Ganhou o Grammy de Melhor Canção de R&B por "Exhale (Shoop Shoop)", escrito por Babyface.
Em todo o mundo a trilha sonora vendeu 17 milhões de cópias, sendo mais de 7 milhões só nos Estados Unidos.

## Singles
O carro chefe do álbum "Exhale (Shoop Shoop)", produzido por Babyface, estreou no topo dos mais vendidos da Billboard Hot 100, tornando-se sua décima primeira música a chegar no topo da parada, e o segundo single da história a estrear nessa posição. O single vendeu mais de 1.500.000 cópias entre 1995-1996 e foi certificado com Platina pela RIAA, em 3 de janeiro de 1996.
"Sittin' Up in My Room" de Brandy, foi lançada como o segundo single, chegou ao segundo lugar da Hot 100, e ganhou um disco de platina por 1 milhão de cópias vendidas.
"Not Gon 'Cry", de Mary J. Blige, foi lançado como o terceiro single em janeiro de 1996. Foi aclamado pela crítica com a maioria deles declarando-o "um hino para muitas mulheres". Ele também se tornou o primeiro grande sucesso de Blige na Billboard Hot 100, chegando à segunda posição.
O quarto single, "Count On Me", dueto de Whitney e CeCe Winans, chegou ao oitavo lugar no Hot 100, e número sete na parada R&B /Hip-Hop Songs, em maio de 1996. Foi certificado com ouro em 1 de maio de 1996, por 800.000 cópias vendidas.
O quinto single, "Let It Flow" de Toni Braxton, foi lançado como lado b do single "You're Makin 'Me High" do segundo álbum de Braxton, Secrets, em maio de 1996. "Let It Flow" estreou em sétimo lugar no Hot 100 e em segundo lugar na R&B/Hip-Hop Songs. O single vendeu mais de 1.500.000 cópias nos Estados Unidos e foi certificado com platina pela RIAA em 17 de julho de 1996.
"It Hurts Like Hell", de Aretha Franklin, foi lançado como o sexto single, não conseguiu entrar na Hot 100 como os anteriores, mas foi aclamado pela critica e chegou ao número 51 na R&B/Hip-Hop Songs.
"Why Does It Hurt So Bad", de Whitney Houston, tornou-se o sétimo e último single a ser lançado em julho de 1996. Em 3 de agosto de 1996, o single estreou no número sessenta na Hot 100, e chegou ao 26º lugar. Houston cantou a música no MTV Movie Awards de 1996.

## Faixas
1. "Exhale (Shoop Shoop) - Whitney Houston
2. "Why Does It Hurt So Bad" - Whitney Houston
3. "Let It Flow" - Toni Braxton
4. "It Hurts Like Hell" - Aretha Franklin
5. "Sittin' Up In My Room" – Brandy
6. "This Is How It Works" – TLC
7. "Not Gon' Cry" - Mary J Blige
8. "My Funny Valentine" - Chaka Khan
9. "And I Gave My Love To You" - Sonja Marie
10. "All Night Long" – SWV
11. "Wey U" - Chante Moore
12. "My Love Sweet Love" - Patii Labelle
13. "Kissing You" - Faith Evans
14. "Love Will Be Waiting At Home" - For Real
15. "How Could You Call Her Baby" – Shanna
16. "Count On Me" - Whitney Houston & Cece Winans

## Desempenho naBillboard
Álbum
| Ano  | Parada                | Posição |
| ---- | --------------------- | ------- |
| 1995 | Billboard 200         | 1       |
| 1995 | Álbuns de R&B/Hip-Hop | 1       |

Singles
| Ano  | Single                          | Parada            | Posição |
| ---- | ------------------------------- | ----------------- | ------- |
| 1995 | "Exhale (Shoop Shoop)"          | Billboard Hot 100 | 1       |
| 1996 | "Why Does It Hurt So Bad"       | Hot 100           | 26      |
| 1996 | "Count On Me (com Cece Winans)" | Hot 100           | 8       |

## Prêmios
NAACP Image Awards
| Ano  | Vencedor               | Categoria                     |
| ---- | ---------------------- | ----------------------------- |
| 1996 | "Exhale (Shoop Shoop)" | Melhor Single Feminino de R&B |
| 1996 | "Exhale (Shoop Shoop"  | Melhor Música                 |

Soul Train Awards
| Ano  | Vencedor                | Categoria               |
| ---- | ----------------------- | ----------------------- |
| 1996 | " Exhale (Shoop Shoop)" | Melhor Artista Feminina |
| 1996 | " Exhale (Shoop Shoop)" | Melhor Música           |
| 1996 | "Waiting To Exhale"     | Melhor Álbum            |
| 1996 | "Waiting To Exhale"     | Melhor Trilha-sonora    |

ASCAP Pop Awards
| Ano  | Vencedor                                       | Categoria    |
| ---- | ---------------------------------------------- | ------------ |
| 1997 | "Count On Me" (Whitney Houston e Cece Winans)" | Melhor Dueto |

## Certificações
| País                  | Certificação |
| --------------------- | ------------ |
| União Europeia (IFPI) | Platina      |
| Estados Unidos (RIAA) | 7× Platina   |